# Kroktjärnen (Arjeplogs socken, Lappland, 735223-159800)
Kroktjärnen är en sjö i Arjeplogs kommun i Lappland och ingår i Skellefteälvens huvudavrinningsområde.